# Lapsarianisme
Le lapsarianisme est l'ensemble des doctrines essentiellement calvinistes qui décrivent l'ordre théorique des décrets de Dieu, en particulier l'ordre de ses décrets pour la chute de l'homme et pour la réprobation. Le nom de cette doctrine vient du latin lapsus qui signifie « chute ».
Le supralapsarianisme est l'idée calviniste qui définit que les décrets de Dieu de l'élection et de la réprobation ont logiquement précédé le décret de la chute.
À l'inverse, l'infralapsarianisme (appelé aussi parfois sublapsarianisme) affirme que les décrets de Dieu de l'élection et de la réprobation ont logiquement succédé au décret de la chute.
Quelle que soit la position adoptée (supra ou infralapsaire), tous ces décrets sont considérés comme ayant été conçus par Dieu avant même la création du monde.

## Historique
Les premiers à avoir formulé la position supralapsaire furent Théodore de Bèze et Jérôme Zanchius. Quelques calvinistes ultérieurs, en particulier ceux influencés par la théologie de Bèze, rejoignirent cette position. En Angleterre, l'influence de Bèze se fit ressentir à Cambridge où William Perkins et William Ames défendaient le supralapsarianisme, tout comme Franciscus Gomarus aux Pays-Bas. Plus tard, William Twisse écrivit l'ouvrage de référence sur le supralapsarianisme, intitulé The Riches of God's Love[réf. souhaitée] (Les richesses de l’amour de Dieu). Au siècle dernier, les plus récents partisans du supralapsarianisme incluaient Abraham Kuyper, Herman Hoeksema, Arthur Pink ou encore Gordon Clark. Historiquement, on estime que moins de 5 % des calvinistes ont été supralapsaires. Par ailleurs, selon Loraine Boettner et Curt Daniel, aucun théologien majeur de la Réforme et très peu de calvinistes modernes sont supralapsaires.
La position infralapsaire fut exprimée lors du synode de Dordrecht en 1618. Dans les canons de Dordrecht, l'article 7 du premier point de doctrine énonce :
« Or, l'élection est le propos immuable de Dieu, par lequel, selon le très libre et bon plaisir de sa volonté, par pure grâce, il a, en Jésus-Christ, élu au salut avant la fondation du monde – d'entre tout le genre humain déchu par sa propre faute de sa première intégrité dans le péché et la perdition, – une certaine multitude d'hommes, ni meilleurs ni plus dignes que les autres, mais qui, avec ceux-ci, gisaient dans une même misère ».
À l'assemblée de Westminster, les supralapsaires étaient en minorité. Les documents issus de cette assemblée, les Westminster Standards, reflètent donc la position infralapsaire et émettent une contradiction dans les doctrines calvinistes.

## Théologie
Les termes de supralapsarianisme et d'infralapsarianisme sont souvent utilisés dans un sens général. Le premier signifie alors que Dieu a planifié la chute, et le second que Dieu l'a simplement prévue et, à partir de ce moment, l'a permise ou a simplement réagi à elle. Par conséquent, certains ont pu croire que tous les calvinistes étaient supralapsaires, pensant que Dieu a planifié la chute, alors que les calvinistes eux-mêmes ne sont pas unanimes sur cette question. Néanmoins, au sein de l'école calviniste, les termes en sont venus à changer de sens. Alors que tous soutenaient que Dieu a planifié la chute avant la création, des débats surgirent à propos de la relation logique, existante au sein du plan de Dieu, entre la décision de sauver les individus et la décision d'autoriser la chute. Les supralapsaires croient que dans l'ordre logique des décrets divins, l'élection et la réprobation individuelles ont logiquement eu lieu avant la chute sans la foi. Les infralapsaires pensent au contraire qu'elles se sont logiquement produites ultérieurement à la chute. Les calvinistes croient que ceci résulte d'une pré-détermination tandis que plusieurs non-calvinistes comme les arminiens croient que ceci correspond à la prescience de Dieu.
Les deux positions, au sens calviniste, suivent techniquement la théorie de la double prédestination, puisque Dieu aurait fixé le destin éternel des élus et des réprouvés. A ce sujet Jean Calvin a écrit par exemple : « Dieu a préordonné, [...] une partie de la race humaine, sans aucun mérite de leur part, au salut éternel, et une autre partie, dans la juste châtiment de leur péché, la damnation éternelle. »
Le préfixe latin supra signifie sur, au-dessus, ou avant. Le préfixe infra signifie quant à lui sous, en dessous, ou après. Le supralapsarianisme est l'idée selon laquelle la chute s’est produite, entre autres, pour aider Dieu à atteindre son but concernant l'élection et la réprobation des individus. L'infralapsarianisme calviniste assure en revanche, que lorsque la chute a été planifiée, elle ne l'a pas été en référence à ceux qui seraient sauvés. Par conséquent, les supralapsaires croient que Dieu a choisi quels individus sauver avant d'avoir décidé d'autoriser l'homme à chuter. La chute étant alors un moyen de réaliser la décision prise préalablement d'envoyer certains individus en enfer et d'autres au ciel. La chute fournissant les conditions nécessaires à la condamnation des réprouvés, et le besoin de la rédemption dans le cas des élus. À l'inverse, dans une perspective calviniste, les infralapsaires affirment que Dieu a planifié logiquement le moment où l'homme chuterait avant sa décision de sauver ou de damner tel individu parmi les autres. De plus, les infralapsaires soulignent le fait que pour être sauvé, il faut être confronté d'abord au besoin d'être sauvé. Logiquement donc, la chute se situerait avant le décret de l'élection.
|           | Supralapsarianisme                      | Infralapsarianisme                      |
| --------- | --------------------------------------- | --------------------------------------- |
| Décret de | sauver certains et condamner les autres |                                         |
| Décret de | créer les élus et les réprouvés         | créer les hommes                        |
| Décret de | rendre certain la chute                 | rendre certain la chute                 |
| Décret de | fournir le salut pour les seuls élus    | sauver certains et condamner les autres |
| Décret de |                                         | fournir le salut pour les seuls élus    |

|           | Infralapsarianisme                              |
| --------- | ----------------------------------------------- |
| Décret de | créer les hommes                                |
| Décret de | permettre la chute                              |
| Décret de | fournir le salut suffisant pour tous les hommes |
| Décret de | sauver le croyant et condamner l'incrédule      |

Historiquement, l'un des intérêts de la position infralapsaire calviniste réside dans le fait qu'elle puisse, au moins en partie, constituer une possible théodicée concernant la conséquence logique de la prédestination qui est que Dieu est l'auteur du péché ou pas.
Beaucoup de calvinistes rejettent les deux doctrines du lapsarianisme calviniste pour diverses raisons. C'est le cas d'Herman Bavinck, qui considère les décrets de Dieu comme étant de nature éternelle. 